# Stazione di Cervinara
Stazione di Cervinara vasútállomás Olaszországban, Avellino megye településen.

## Vasútvonalak
Az állomást az alábbi vasútvonalak érintik:
- Benevento–Cancello-vasútvonal

## Kapcsolódó állomások
A vasútállomáshoz az alábbi állomások vannak a legközelebb:
- Stazione di San Martino Valle Caudina-Montesarchio-Pannarano (Stazione di Benevento)
- Stazione di Rotondi-Paolisi (Stazione di Napoli Centrale)